# Silvan Wallner
Silvan Wallner, né le 15 janvier 2002 à Zurich en Suisse, est un ancien footballeur suisse, qui jouait au poste de défenseur central.

## Biographie

### En club
Né à Zurich en Suisse, Silvan Wallner commence le football au FC Uitikon avant d'être formé par le FC Zurich, qu'il rejoint en 2013. Il fait ses débuts en professionnel avec ce club, jouant son premier match le 14 juillet 2020, à l'occasion d'une rencontre de championnat face au FC Bâle. Il est titularisé au poste d'arrière droit et son équipe s'incline par quatre buts à zéro. Wallner signe son premier contrat professionnel le 3 août 2020.
Il est sacré champion de Suisse, le club remportant le treizième titre de son histoire lors de la saison 2021-2022.
Le 15 juillet 2022 il est prêté pour une saison au FC Wil, club évoluant alors en deuxième division suisse. Il joue son premier match pour le club le 23 juillet 2022, lors d'une rencontre de championnat face au Stade Lausanne Ouchy. Il est titularisé et son équipe s'incline par deux buts à un.
En novembre 2024, il annonce sa retraite du football professionnel.

### En sélection
Silvan Wallner commence sa carrière internationale avec l'équipe de Suisse des moins de 17 ans. Il ne fait qu'une seule apparition avec cette sélection, le 27 septembre 2018 contre la Tchéquie, où il est titularisé (1-1 score final).
Wallner représente l'équipe de Suisse des moins de 18 ans pour un total de deux matchs en 2019.
Le 30 mai 2021, Silvan Wallner joue son premier match avec l'équipe de Suisse espoirs, contre Irlande. Il entre en jeu à la place de Adrian Gantenbein et son équipe s'impose par deux buts à zéro.

## Palmarès
FC Zurich
- Championnat de Suisse (1) :
  - Champion : 2021-22.